# Ackerwand 13 (Weimar)

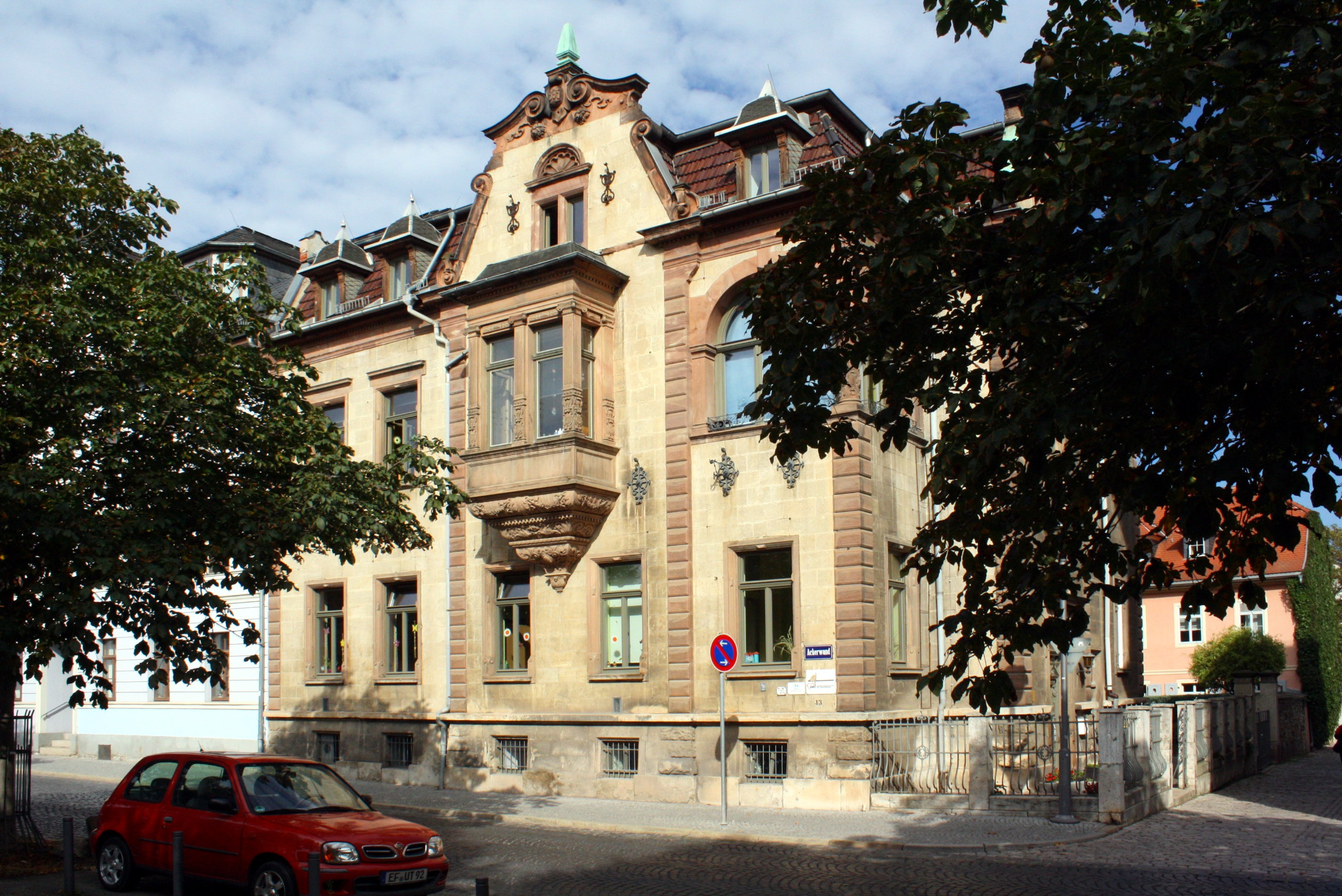
Haus Ackerwand 13

Das Haus Ackerwand 13 ist ein als Kultur-Kindergarten „Am Goethepark“ genutztes Gebäude gegenüber dem Ilmpark in Weimar. Träger der Kindertagesstätte ist der Arbeiterwohlfahrt Regionalverband Mitte-West-Thüringen e. V. Das 1797 im spätbarocken Stil erbaute Gebäude steht auf der Liste der Kulturdenkmale in Weimar (Einzeldenkmale).

## Architektur
Hervorstechende Merkmale der Fassade sind der reich verzierte Erker und der Dachrisalit. Das Dach besitzt Mansarden mit kuppelartigen Dächern. Das Gebäude ist dem Historismus zuzuordnen. Das verputzte Mauerwerk wird durch die roten Sandsteinelemente zusätzlich akzentuiert. Der Zugang ins Gebäude erfolgt über die Seifengasse.